# TIDS RUM / Balanceakt
|  | Denne artikel er oprettet af botten PalnaBot ud fra en ekstern database. Den kan derfor have sproglige fejl eller mangler. Denne skabelon kan fjernes efter kontrol af indholdet. |

TIDS RUM / Balanceakt er en film instrueret af Lars Henningsen.

## Handling
Balanceakt: et kraftigt stykke gummi er udspændt i det vandrette plan fra væg til væg i rummet. 0,75 m fra gulvhøjde. Et andet stykke gummi er udspændt fra gulv til loft ca. 1 m. fra installationens yderste højre side. På væggen, til venstre for stedet...